# Château de Brogieux
Le château de Brogieux est un château situé sur la commune de Roiffieux dans le département de l'Ardèche.